# Pokolj u Gatima 1. listopada 1942.
Pokolj u Gatima dogodio se 1. listopada 1942., kada su talijanski fašisti kamionima doveli pripadnike četničkih snaga iz Omiša u poljičko selo Gata, gdje su četnici pripadnici Đujićeve frakcije pod vodstvom Mane Rokvića zaklali ili ubili 96 osoba, od toga osmero djece. Najmlađa ubijena osoba bila je beba od 9 mjeseci, a najstarija starica od 87 godina.
Brojni seljani su zaklani ili strijeljani, a selo je zapaljeno. Živima su vađene oči, a krv im se nalijevalo u posude. Preživjeli su bačeni u njihove zapaljene domove, tako da su živi izgorili. Pokolj se ondje nije zaustavio: četnici su nastavili pohod u susjednim selima Čišli, Zvečanjama i Ostrvici.
Nakon tog krvavog pira, bile su nađene čak i oglodane kosti dječjih nogu, a kada su to nadležni tu informaciju priopćili visokim vlastima NDH, u sklopu koje su se nalazila, ovi su odgovorili da neće to objaviti, jer "da nitko na Zapadu u to ne bi povjerovao".

## Tijek događaja
U zaseoku Pocelje u rano jutro četnici su ubili 7 žena koje su nosile mlijeko u grad Omiš. Poklane su na izlazu iz Gata u predjelu koje se zove Bili stan. Neke su od njih okrutno izmučene, a sve su umrle u teškim mukama, što je protivno svim konvencijama o "pravednom ratovanju". 
Talijanska vojska, koja je podržavala četnike, prvo je kamionima prevezla četnike do sela i zadržavala se na glavnim putovima, a četnici su se nakon iskrcavanja razilazili po zaseocima te palili kuće. U zaseoku Podgrac četnici su nastavili s ubijanjem, strijeljavši nedužne. Nastavili su svoj krvavi pohod i okupili 30 osoba, muškaraca, žena i djece prvo održavši govor koji je završio prijetnjom paleži i pokoljem, nakon kojeg su to sproveli u djelo. Skupili su ljude na gumno, okružili ih sa svih strana stražom, zapalili im kuće, a nakon toga i njih.
Andrija Pivčević je kao osmogodišnjak čudom preživio pokolj, nakon što su ga ranili u nogu i bajunetom izboli devet puta, te ga ostavili u nadi da će umrijeti:

## Spomen
1972. je u znak sjećanja na ovaj događaj podignuto spomen-obilježje, a na granitnim pločama spomenika upisana su imena žrtava pokolja.
Osnovna škola u Čišlima (samim time i ostale područne škole od Čišli do Tugara) nosi naziv "Osnovna škola 1. listopada 1942.", a njezini učenici redovito sudjeluju u komemoracijama i obilježavanjima ovoga događaja.

### 70. obljetnica - 2012.
Na 70. obljetnicu stradanja hrvatskoga naroda u Gatima, polaganjem vijenaca, paljenjem svijeća i svetom misom zadušnicom, koju je predvodio splitsko-makarski nadbiskup msgr. Marin Barišić održana je komemoracija pod viskom pokroviteljstvom predsjednika Republike Hrvatske Ive Josipovića, a nazočili su joj brojni uglednici iz javnog i političkog života, među kojima i predsjednikov izaslanik, načelnik Glavnog stožera Oružanih snaga RH general pukovnik Drago Lovrić, splitsko-dalmatinski župan Ante Sanader, omiški gradonačelnik Ivan Škaričić, saborski zastupnik Ante Babić, te veleposlanica Republike Italije u Hrvatskoj Emanuela D'Alessandro.

Prisjećanje na pokolj prošlo je u znaku izjave srbijanskoga veleposlanika Stanimira Vukićevića koji je odbio doći u Gata pokloniti se nevinim žrtvama jer, kako je rekao, Srbija nema nikakve veze s četnicima. Nadbiskup Barišić je u svojoj propovijedi tu izjavu nazvao skandaloznom, te je napomenuo kako je napokon došlo vrijeme da se i o ovom zločinu progovori istinito i pošteno. Istaknuo je, pri tome, kako je sramotno slaviti svoje pobjede tamo gdje su drugi žrtve:
Nakon mise nadbiskup Barišić je blagoslovio spomen-grobnicu na groblju u Gatima u čast 96 nevinih žrtava.
Komemoraciji i misi zadušnici nazočila je i talijanska veleposlanica u RH Emanuela D'Alessandro koja je novinarima izjavila kako je osjetila potrebu nazočiti današnjem sjećanju na događaj od prije 70 godina koji se više nikad ne smiju ponoviti.

## Vanjske poveznice
- Fikreta Jelić Butić: Četnici u Hrvatskoj 1941-1945 - Pojačani četnički teror, znaci.org
- Almissa.com - 65. obljetnica pokolja u Gatima